# Тулучешть (комуна)
Тулучешть, Тулучешті (рум. Tulucești) — комуна у повіті Галац в Румунії. До складу комуни входять такі села (дані про населення за 2002 рік):
- Тетарка (831 особа)
- Тулучешть (4173 особи)
- Шивіца (2582 особи)

Комуна розташована на відстані 198 км на північний схід від Бухареста, 15 км на північ від Галаца.

## Населення
За даними перепису населення 2002 року у комуні проживали 7586 осіб.
Національний склад населення комуни:
| Національність | Кількість осіб | Відсоток |
| -------------- | -------------- | -------- |
| румуни         | 7582           | 99,9%    |
| німці          | 2              | < 0,1%   |
| угорці         | 1              | < 0,1%   |
| українці       | 1              | < 0,1%   |

Рідною мовою назвали:
| Мова      | Кількість осіб | Відсоток |
| --------- | -------------- | -------- |
| румунська | 7584           | > 99,9%  |
| німецька  | 2              | < 0,1%   |

Склад населення комуни за віросповіданням:
| Релігія       | Кількість осіб | Відсоток |
| ------------- | -------------- | -------- |
| православні   | 7560           | 99,7%    |
| римо-католики | 9              | 0,1%     |
| адвентисти    | 8              | 0,1%     |
| п'ятдесятники | 7              | 0,1%     |
| баптисти      | 2              | < 0,1%   |